# Jemaine Clement
Jemaine Clement (Auckland, 10 gennaio 1974) è un comico, attore e sceneggiatore neozelandese e compositore di colonne sonore cinematografiche.
È anche conosciuto come componente del duo comico musicale Flight of the Conchords insieme a Bret McKenzie.

## Biografia
Nato in Nuova Zelanda da madre Maori, ha trascorso i suoi anni di formazione nel distretto di South Wairarapa. Successivamente si è trasferito a Wellington, dove ha studiato teatro e cinema alla Victoria University dove ha conosciuto Bret McKenzie. Nell'agosto del 2008 Clement si è sposato con Miranda Manasiadis, un'attrice teatrale con cui era fidanzato da tempo. Nell'ottobre 2008 i due hanno avuto un figlio, Sophocles Irai.

## Filmografia

### Attore

#### Cinema
- Fizz (1999)
- Tongan Ninja (2002)
- Futile Attraction (2004)
- Eagle vs Shark (2007)
- Gentlemen Broncos, regia di Jared Hess (2009)
- Diagnosis: Death (2010)
- A cena con un cretino (Dinner for Schmucks), regia di Jay Roach (2010)
- Predicament (2010)
- Men in Black 3, regia di Barry Sonnenfeld (2012)
- Muppets 2 - Ricercati, regia di James Bobin (2014)
- Vita da vampiro - What We Do in the Shadows (What We Do in the Shadows), regia di Taika Waititi e Jemaine Clement (2014)
- People Places Things - Come ridisegno la mia vita (People Places Things), regia di James C. Strouse (2015)
- Il GGG - Il grande gigante gentile (The BFG), regia di Steven Spielberg (2016)
- Brad's Status, regia di Mike White (2017)
- The Breaker Upperers, regia di Madelein Sami e Jackie van Beek (2018)
- Avatar - La via dell'acqua (Avatar: The Way of Water), regia di James Cameron (2022)
- Il magico mondo di Harold, regia di Carlos Saldanha (2024)
- M3GAN 2.0, regia di Gerard Johnstone (2025)
- Avatar - Fuoco e cenere (Avatar: Fire and Ash), regia di James Cameron (2025)

#### Televisione
- The Tribe - serie TV, 1 episodio (2000)
- Flight of the Conchords - serie TV, 22 episodi (2007-2009)
- The Drinky Crow Show - serie TV, 1 episodio (2008)
- Tim and Eric Awesome Show, Great Job - serie TV, 1 episodio (2009)
- Radiradirah - serie TV, 2 episodi (2010)
- Inside Amy Shumer - serie TV, 1 episodio (2016)
- Legion - serie TV, 11 episodi (2017)
- What We Do in the Shadows – serie TV, episodio 1x07 (2019), 2x10 (2020)

### Sceneggiatore

#### Cinema
- Tongan Ninja (2002)
- Flight of the Conchords: A Texan Odyssey (2006)

#### Televisione
- One Night Stand - serie TV 1, episodio (2005)
- Flight of the Conchords - serie TV, 22 episodi (2007-2009)

### Doppiatore

#### Cinema
- Cattivissimo me (Despicable Me), regia di Pierre Coffin e Chris Renaud (2010)
- Rio, regia di Carlos Saldanha (2011)
- Rio 2 - Missione Amazzonia (Rio 2), regia di Carlos Saldanha (2014)
- Oceania, regia di Ron Clements e John Musker (2016)
- LEGO Batman - Il film (The Lego Batman Movie), regia di Chris McKay (2017)
- DC League of Super-Pets, regia di Jared Stern (2022)
- Oceania 2, regia di David Derrick Jr., Jason Hand e Dana Ledaoux Miller (2024)
- Un film Minecraft, (A Minecraft Movie), regia di Jared Hess (2025)

#### Televisione
- I Simpson (The Simpsons) – serie animata, episodio 22x01 (2010)
- Rick and Morty – serie animata, episodio 2x02 (2015)
- Koala Man – serie animata, 7 episodi (2023)

### Compositore

#### Cinema
- Flight of the Conchords: A Texan Odyssey (2006)

#### Televisione
- One Night Stand (serie televisiva) - serie TV, 1 episodio (2005)
- Flight of the Conchords - serie TV, 22 episodi (2007-2009)

## Doppiatori italiani
Nelle versioni in italiano delle opere in cui ha recitato, Jemaine Clement è stato doppiato da:
- Roberto Draghetti in Gentlemen Broncos
- Stefano Benassi in A cena con un cretino
- Pasquale Anselmo in Flight of the Conchords
- Francesco Pannofino in Men in Black 3
- Massimiliano Plinio in Il GGG - Il grande gigante gentile[1]
- Gabriele Sabatini in Avatar - La via dell'acqua
- Simone D'Andrea in Il magico mondo di Harold

Da doppiatore è sostituito da:
- Mario Biondi in Rio, Rio 2 - Missione Amazzonia
- Raphael Gualazzi in Oceania, Oceania 2
- Roberto Draghetti in LEGO Batman - Il film
- Emiliano Reggente in DC League of Super-Pets
- Edoardo Stoppacciaro in Koala Man
- Francesco Bulckaen in M3GAN 2.0